# 登川誠仁
登川 誠仁（のぼりかわ せいじん、1932年11月18日 - 2013年3月19日）は、兵庫県尼崎市生まれ沖縄県育ちの沖縄民謡を主とする歌手。三線の名手でもあり、琉球民謡登川流宗家、琉球古典音楽湛水流名誉師範である。愛称は小柄な体躯から「誠小（セイグヮー）」。また、早弾きを得意とし、かつてはエレキギターも演奏しており、撥ではなくピックで三線を演奏することから「沖縄のジミヘン」の異名を持つ。沖縄民謡界の重鎮。
「豊節」「戦後の嘆き」「新デンサー節」「緑の沖縄」など、作詞･作曲を多数手がけている。歌詞は一貫してウチナーグチにこだわる。楽器の工夫にも熱心で、三線の弦を2本ずつ6本にした六線やエレキ四味線（よみせん）を開発したり、舞踊に用いられていた打楽器・三板を改良して民謡に取り入れた。

## 来歴
- 1932年10月16日、兵庫県尼崎市に生まれる。

母の「登川ナベ（愛称ナビィ）」が42歳の時に生んだ子どもだった。父は「宮城亀吉」（那覇出身）で沖縄空手をし酒好きと聞いたが、母や祖母によって育てられたため記憶は一切ない。生まれてすぐ母と大阪の四貫島へ行き、のちに母の実家がある沖縄県中頭郡美里村の東恩納地区（現うるま市）に戻り、農家に育つ。登川家は男児が生まれると「盛」「政」「清」という文字を名前に入れ、一門の継承の責任を負わせる沖縄の伝統があった。それらを受け戸籍名は「盛仁」となったが、「登川」は母方の姓で本来なら父方である「宮城」家の一門であるという事情もあり、「せいじん」と名付け登川一門とは別の「誠」という漢字を充て「登川誠仁」と命名された。戦後の戸籍再編調査員が、芝居稽古などで家に帰らないため本人に会えず困り果て、登川の門中だから「盛」に違いないと戸籍登録したため、戸籍には「盛仁」と記載されるという登録ミスがあり、戸籍上は「登川盛仁」となっている。。
- 1939年（当時7歳）で手製の三線を手にした。それ以前から東恩納一番の歌上手だった姉の影響を受け、沖縄の歌と三線には昔から惹かれていた。毛遊びを覗き見て民謡を覚えた。伊波国民学校（のちの石川市立伊波小学校）にはほとんど通わず9歳で喫煙、11歳で飲酒を始める。[7]
- 1943年（当時11歳）でカチャーシーが踊れた。
- 1945年の終戦後は米軍基地で下働きをする傍ら、物資の横流しで金を稼いだ。
- 1948年（当時16歳）沖縄芝居の松劇団に加わり、地方（地謡）を始める。板良敷朝賢から三線を徹底的に仕込まれ、徐々に頭角を現し、琉球放送のラジオ番組「素人ノド自慢大会」で嘉手苅林昌と共に優勝。
- 1955年から芝居の舞台にソロで立つ民謡歌手となった。以後、各地で演奏活動を続け、喜納昌永・津波恒徳とのトリオなどでも人気を博した。民謡中心の舞台である民謡ショーを確立する一方でレコーディングも重ね、第一人者としての地位を固めていく。
- 1963年、再編された琉球民謡協会の執行部には最年少で名を連ねた。協会自体は1957年に小浜守栄や喜納らが設立。
- 1956年、知名定男を素人のど自慢大会で見出し、育て上げた。
- 1970年、三線の楽譜である工工四に声楽譜を加えた「民謡端節舞踊曲集工工四」など、楽譜集を3冊まとめている。
- 1976年、工工四に声楽譜を加えた1970年の功労と功績が評価され、琉球民謡協会の第1回功労賞を受賞。
- 1984年から琉球民謡協会の会長に就任。その後最長の6期務めた。[8]
- 1989年、沖縄県指定無形文化財技能保持者（琉球歌劇保持者）に認定されている。三線以外の楽器に関しては、日本三板協会（後の沖縄三板協会）特別顧問でもあった。
- 1998年から琉球民謡協会名誉会長に就任した[8]。
- 1999年、琉球民謡協会から琉球民謡名人位を受けた。
- 1999年ごろから音楽活動以外にも集中的に取り組むようになった。同年公開の映画『ナビィの恋』（中江裕司監督作品）に出演。
- 2000年12月、嘉手納警察署から依頼を受け一日署長に就任[8]。
- 2002年に公開された『ホテル・ハイビスカス』（中江裕司監督作品）に出演した。
- 1999年にソウル・フラワー・ユニオンの中川敬と共演したNTTコミュニケーションズのCMで全国的に知られるようになった。
- 2010年にはNHK沖縄放送局が制作したアナログテレビジョン放送終了啓発スポットに出演した。共演者はキャン×キャンや、県内全局放送CMに出演した舞踊集団・花やからの児童メンバーだった。
- 2013年1月下旬から肝硬変のため、沖縄市内の病院に入院。
- 2013年3月19日、肝不全で死去した[1][9]。

## ディスコグラフィー

### アルバム
- 沖縄島唄6　美ら弾き（1991年、収録は1975年）
- HOWLING WOLF（1998年）
- SPIRITUAL UNITY（2001年、ソウル・フラワー・ユニオンの中川敬と制作）
- 登川誠仁独演会　セー小の歌とトーク（2001年）
- STAND!（2002年）
- 登川誠仁&知名定男（2004年、知名定男と共演）
- 青年時代の登川誠仁（2004年、収録は1960年前後）
- It's only セイ小　ベスト・オブ・登川誠仁 1975～2004（2007年、ベスト盤）
- 酔虎自在（2008年）
- 歌ぬ泉（2010年）

### DVD
- 「NHK島唄の世界　沖縄本島　唄者　登川誠仁」（2001年）

### 映画出演
- 「ナビィの恋」（1999年、中江裕司監督） - 東金城恵達 役
- 「ホテル・ハイビスカス」（2000年、同） - キジムナータンメー 役
- 「恋しくて」（2007年、同） - 牛の声 役

### TV出演
- ハイビジョンスペシャル「琉球の魂を唄う」（2001年、NHK）

### 舞台
- 伊江島ハンドー小[10]
- 王女御殿（うみないびうどぅん）　- 乙姫劇団（五十五年）[10]
- 浜千鳥（ちじゅやー） - 女形、初独演会の第三部（2001年3月）[10]

### 著書
- 登川誠仁『登川誠仁自伝　オキナワをうたう』構成・藤田正、新潮社、2002年。ISBN 4-10-454901-0。

## 関連関係
- 嘉手苅林昌
- 知名定男
- ソウル・フラワー・ユニオン